# Querença, Tôr e Benafim
Querença, Tôr e Benafim (oficialmente: União de Freguesias de Querença, Tôr e Benafim) é uma freguesia portuguesa do município de Loulé, com 102,18 km² de área e 2520 habitantes (censo de 2021). A sua densidade populacional é 24,7 hab./km².

## História
Foi constituída em 2013, no âmbito de uma reforma administrativa nacional, pela agregação das antigas freguesias de Querença, Tôr e Benafim e tem a sede em Querença.

## Demografia
A população registada nos censos foi:
| Distribuição da População por Grupos Etários | Distribuição da População por Grupos Etários | Distribuição da População por Grupos Etários | Distribuição da População por Grupos Etários | Distribuição da População por Grupos Etários | Distribuição da População por Grupos Etários |
| -------------------------------------------- | -------------------------------------------- | -------------------------------------------- | -------------------------------------------- | -------------------------------------------- | -------------------------------------------- |
| Antes da agregação                           |                                              |                                              |                                              |                                              |                                              |
| Ano                                          | 0-14 anos                                    | 15-24 anos                                   | 25-64 anos                                   | >= 65 anos                                   | Total                                        |
| 2001                                         | 247                                          | 262                                          | 1372                                         | 935                                          | 2816                                         |
| 2011                                         | 300                                          | 168                                          | 1267                                         | 978                                          | 2713                                         |
| Após a agregação                             |                                              |                                              |                                              |                                              |                                              |
| Ano                                          | 0-14 anos                                    | 15-24 anos                                   | 25-64 anos                                   | >= 65 anos                                   | Total                                        |
| 2021                                         | 262                                          | 182                                          | 1080                                         | 996                                          | 2520                                         |